# Ioan Simionca
Ioan Simionca (n. 21 iulie 1963

) este un senator român, ales în 2016. În data de 7 iulie 2020 Senatorul bistrițean Ioan Simionca s-a înscris în Partidul Puterii Umaniste (social-liberal) și devine, astfel, al doilea senator din Gruparea Umanistă.